# 밝은 미래 (2003년 영화)
《밝은 미래》(アカルイミライ: Bright Future)는 일본에서 제작된 구로사와 기요시 감독의 2003년 드라마 영화이다. 오다기리 죠 등이 주연으로 출연하였고 아사이 타카시 등이 제작에 참여하였다. 2003년 칸 영화제에 출품되었다.

## 출연

### 주연
- 오다기리 죠
- 아사노 타다노부

### 조연
- 후지 타츠야
- 사사노 타카시
- 시라이시 마루미

## 기타
- 미술: 하라다 야스아키
- 의상: 키타무라 미치코